# 一柳良雄が問う 日本の未来
「一柳良雄が問う 日本の未来」（いちりゅうよしおがとう にほんのみらい）は2012年4月8日からBSテレ東（2018年9月まではBSジャパン）で放送されているトーク番組である。
この番組は通商産業省（現・経済産業省）時代に、宮澤喜一、田中角栄両通商産業大臣の秘書として活躍後、ベンチャー企業の指導者として、コンサルタント会社「一柳アソシエイツ」を主宰する一柳良雄が司会を務めるもので、自らの通産省勤務経験やベンチャー企業育成者として、様々な経済に関する的確な情報を収集・分析をするエコノミストとしての一柳の視点から、日本経済が抱える問題点を的確にとらえ、その課題をどのようにして克服していくかを、主に関西を中心とした企業の経営者、エコノミストにインタビューする。更にはロケーション「（列島/地球）喝破」シリーズと題し、国内外を広く取材し、そこで活躍する経済関係者や経営者らにも突撃インタビューする。
番組開始当初2年間は隔週日曜日11時30分から12時、2014年度は隔週土曜日13時から13時30分、2015年度は隔週土曜日8時30分から9時に放送（初回放送の次週の同じ時間に再放送）している。